# Fangatau (Gemeinde)
Fangatau ist eine Gemeinde im Tuamotu-Archipel in Französisch-Polynesien.
Die Gemeinde besteht aus zwei Atollen. Sie ist in zwei „Communes associées“ (Teilgemeinden) untergliedert. Der Hauptort der Gemeinde ist Fangatau. Der Code INSEE der Gemeinde ist 98717.

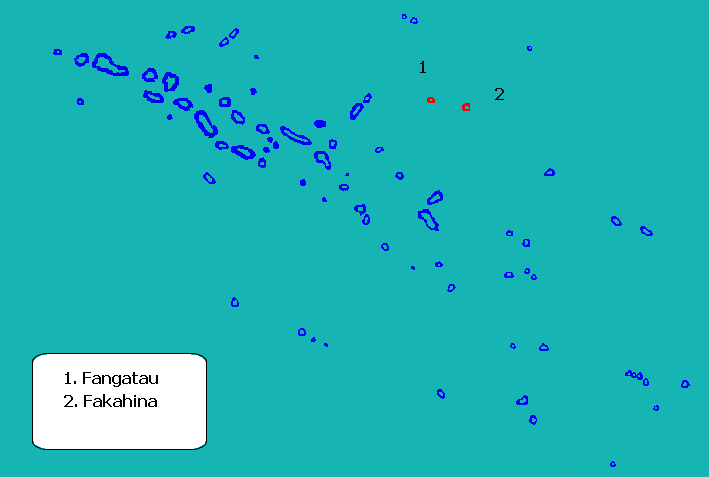
Position der Gemeinde Fangatau

| Atoll oder Insel  | Hauptort | Einwohner 2022 | Landfläche (km2) | Lagune (km2) | Post- leitzahl | Koordinaten           |
| ----------------- | -------- | -------------- | ---------------- | ------------ | -------------- | --------------------- |
| Fangatau1         | Teana    | 150            | 6                | 11           | 98765          | 15° 49′ S, 140° 52′ W |
| Fakahina1         | Tarione  | 173            | 8                | 20           | 98766          | 15° 59′ S, 140° 08′ W |
| Gemeinde Fangatau | Teana    | 323            | 14               | 31           |                |                       |

1 „Commune associée“ (Teilgemeinde)